# Melormenoides variegata
Melormenoides variegata är en insektsart som först beskrevs av Metcalf och Bruner 1948.  Melormenoides variegata ingår i släktet Melormenoides och familjen Flatidae. Inga underarter finns listade i Catalogue of Life.